# Échourgnac
Échourgnac település Franciaországban, Dordogne megyében. Lakosainak száma 395 fő (2022. január 1.). Échourgnac Saint-André-de-Double, La Jemaye-Ponteyraud, Saint-Michel-de-Double, Saint-Barthélemy-de-Bellegarde, Servanches, Saint-Vincent-Jalmoutiers és La Jemaye községekkel határos.

## Népesség
A település népességének változása:
| Lakosok száma | 445  | 443  | 411  | 417  | 418  | 401  | 392  | 392  | 392  | 395  |
|               | 1968 | 1982 | 1990 | 2006 | 2013 | 2015 | 2017 | 2019 | 2020 | 2022 |